# Gerald Cadogan (6e comte Cadogan)
Gerald Oakley Cadogan, 6e comte, CBE, DL (28 mai 1869 - 4 octobre 1933) est un pair et militaire britannique. 

## Biographie
Il est le fils de George Cadogan (5e comte Cadogan) et hérite de ses titres le 6 mars 1915, à la mort de son père, deux frères aînés étant décédés sans héritiers. Il épouse Lilian Eleanor Marie Coxon, fille de George Stewart Coxon, le 7 juin 1911 à Christ Church, Mayfair, Londres. Ils ont trois enfants, dont le fils aîné est son héritier William Cadogan (7e comte Cadogan). 
Il rejoint l'armée en tant que lieutenant dans les gardes du corps, mais il est nommé Aide de camp (ADC) auprès de son père lorsque ce dernier devient Lord lieutenant d'Irlande en 1895. Il continue avec Lord Dudley, qui devient Lord Lieutenant en août 1902 et démissionna avec lui en 1905. 
En juillet 1897, il est nommé capitaine du 3e bataillon (milice) du régiment de Suffolk. Au début de janvier 1900, il est choisi pour le service comme agent de service spécial en Afrique du Sud pendant la seconde guerre des Boers et il quitte Southampton tôt le mois suivant à bord du SS Canada. Il sert plus tard avec la police sud-africaine sous le gouverneur militaire de Pretoria et rentre à Londres en janvier 1902. 
Il est nommé commandant de l'ordre de l'Empire britannique (CBE) en 1919 et devient sous-lieutenant (DL) du Suffolk. Il reçoit le grade de lieutenant-colonel honoraire du régiment de volontaires du corps de formation des volontaires du Suffolk. Il est membre du Comité international olympique de 1922 à 1929 . Dans ce poste, il est incarné par l'acteur Patrick Magee dans le film dramatique historique Les Chariots de feu de 1981, incitant le coureur Eric Liddell à participer à un événement où le prince de Galles serait présent dimanche, aux Jeux olympiques d'été de 1924 à Paris. 
À sa mort en 1933, à l'âge de 64 ans, son fils William Gerald Charles Cadogan, 7e comte Cadogan, lui succède. Sa femme s'est remariée. 
Culford Park, le siège de la famille, est vendu et est maintenant une école privée. 